# 토머스 M. 라이트

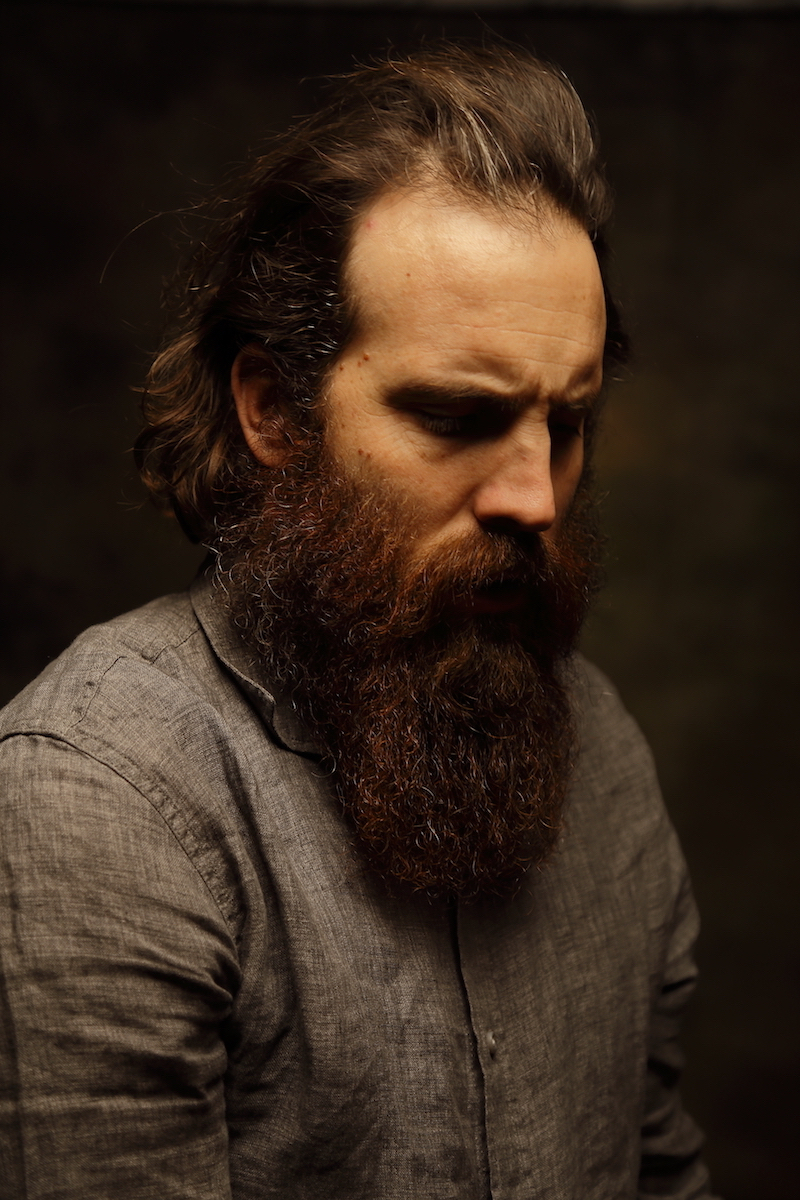

토머스 M. 라이트(Thomas M. Wright, 1983년 6월 22일 ~ )는 오스트레일리아의 배우 겸 텔레비전 배우이자 영화 감독이다. 멜버른에서 태어났다.

## 방송
- 아웃사이더
- 더 브릿지 시즌2
- 더 브릿지: 조각 살인마

## 영화
- 어큐트 미스포춘 (2018년)
- 스위트 컨트리 (2017년)
- 철의 심장을 가진 남자 (2017년) - 요제프 바르치크 역
- 에베레스트 (2015년) - 마이크 그룸 역